# Cooper Huckabee
Thomas Cooper Huckabee (* 8. Mai 1951 in Mobile, Alabama) ist ein US-amerikanischer Schauspieler, der durch seine Auftritte in den Filmen Urban Cowboy und Gettysburg bekannt geworden ist.

## Leben und Karriere
Cooper Huckabee wurde in der Stadt Mobile, im Bundesstaat Alabama geboren, wo er die Davidson High School besuchte. Später besuchte er die University of Southern Mississippi, für die er im Football-Team spielte.
Seine erste größere Rolle hatte Huckabee als Buzz in dem Film Das Kabinett des Schreckens 1981. Zuvor trat er schon etwa fünf Jahre lang regelmäßig in TV-Serien und Fernsehfilmen auf. Es folgte die Rolle des Marshall in dem Film Cowboy, an der Seite von John Travolta. Seit den 1990er Jahren ist er regelmäßig im Fernsehen zu sehen. Er spielte u. a. auch wiederkehrende Rollen, so die des Joe Lee Mickens in der Serie True Blood.
2012 spielte er die kleine Rolle des Plantagenaufsehers Roger Brittle in Quentin Tarantinos Erfolgsfilm Django Unchained. In jüngerer Vergangenheit absolvierte Huckabee Gastauftritte in Serien wie Criminal Minds oder Major Crimes.
Interessant ist die Tatsache, dass sich im Laufe seiner Karriere seine Rollenprofile stark gewandelt haben. Spielte er zu Beginn seiner Karriere meist gutaussehende Charaktere, so wird er in jüngerer Zeit aufgrund seiner markanten Gesichtszüge eher für Gegenspielerrollen besetzt.

## Filmografie (Auswahl)
- 1976: Unsere kleine Farm (Little House on the Prairie, Fernsehserie, Episode 2x17)
- 1976: Mach mich nicht an! (The Pom Pom Girls)
- 1977: Barnaby Jones (Fernsehserie, Episode 6x02)
- 1978: Dallas (Fernsehserie, Episode 1x04)
- 1978: Eine ganz krumme Tour (Foul Play)
- 1979: Joni
- 1980: Urban Cowboy
- 1981: Das Kabinett des Schreckens (The Funhouse)
- 1982: Die Blauen und die Grauen (The Blue and the Gray, Fernsehserie, 3 Episoden)
- 1982: Country Gold (Fernsehfilm)
- 1984: The Paper Chase (Fernsehserie, Episode 2x14)
- 1986: Der Tiger (Eye of the Tiger)
- 1987: The Curse
- 1988: Hitman – In der Gewalt der Entführer (Cohen and Tate)
- 1990: Augen der Nacht (Night Eyes)
- 1992: Love Field – Liebe ohne Grenzen (Love Field)
- 1993: Gettysburg
- 1995: Walker, Texas Ranger (Fernsehserie, Episode 4x08)
- 1997: Emergency Room – Die Notaufnahme (ER, Fernsehserie, Episode 4x05)
- 1999: Wehrlos – Die Tochter des Generals (The General’s Daughter)
- 2000: Space Cowboys
- 2003: Gods and Generals
- 2005: The Unknown
- 2009: Terminator scc (Fernsehserie Episode 2x22)
- 2009: Southland (Fernsehserie, Episode 1x04)
- 2009: Dexter (Fernsehserie, Episode 4x07)
- 2010: Bright Falls (Fernsehserie, 3 Episoden)
- 2010–2011: True Blood (Fernsehserie, 7 Episoden)
- 2011: Criminal Minds: Team Red (Criminal Minds: Suspect Behavior, Fernsehserie, 2 Episoden)
- 2012: Major Crimes (Fernsehserie, Episode 1x05)
- 2012: Django Unchained
- 2013: Born Wild
- 2013: Criminal Minds (Fernsehserie, Episode 8x20)
- 2014: Starve
- 2015: True Detective (Fernsehserie, Episode 2x08)
- 2015: Band of Robbers
- 2016: The Last Ship (Fernsehserie, Episode 3x12)
- 2016: If Loving You Is Wrong (Fernsehserie, 5 Episoden)
- 2018: S.W.A.T. (Fernsehserie, Episode 1x17)
- 2019: Navy CIS (NCIS, Fernsehserie, Episode 16x21)